# Зарвеллинген

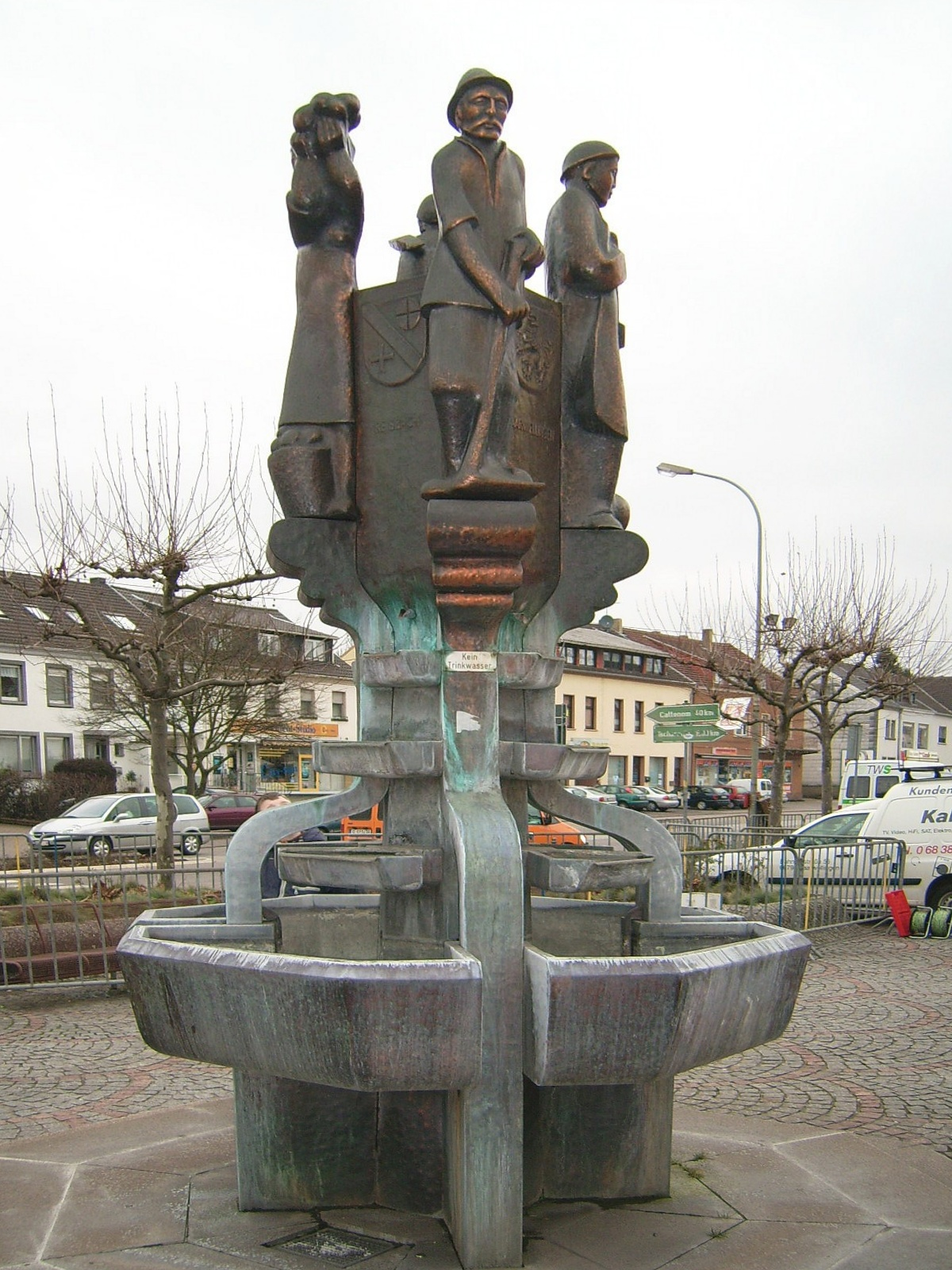
Замок

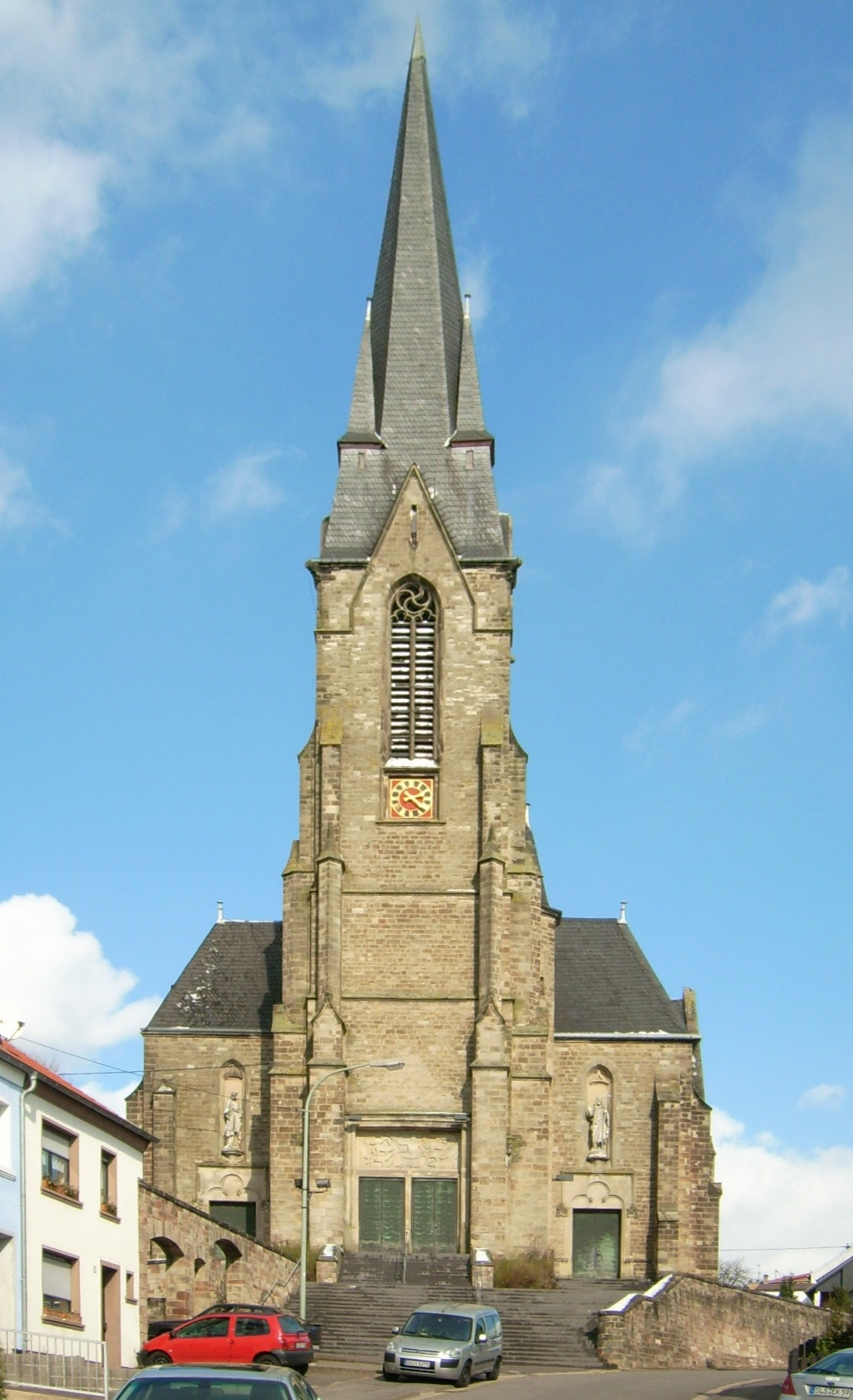
Саарвеллинген

Зарвеллинген (нем. Saarwellingen) — община в Германии, в земле Саар. Входит в состав района Зарлуи.  Население составляет 13 717 человек (на 31 декабря 2006 года). Занимает площадь 41,65 км². Община подразделяется на 3 сельских округа.